# 루이 9세
루이 9세(Louis IX), 통칭 "용맹왕(le Prudhomme)"은 1214년 4월 25일 푸아시에서 태어나 1270년 8월 25일 튀니스 근처 카르타고에서 사망한 카페 가문의 프랑스 왕으로, 보통 생 루이(Saint Louis)로 더 많이 불린다. 루이 9세는 1226년부터 1270년 사망할 때까지 43년이 넘는 기간을 통치했다. 생전에 성인으로 여겨진 루이 9세는 1297년 가톨릭 교회에 의해 시성되었다.
프랑스의 44대 왕이자, 카페 직계 왕조 출신으로는 9대 군주인 루이 9세는 루이 8세 "사자왕 루이"와 블랑슈 드 카스티유 왕비의 네번째, 혹은 다섯번째 자식이자 알려진 것으로는 두번째 아들이다. 루이 9세는 어머니 블랑슈 드 카스티유 왕비로부터 어린 시절 전반에 걸쳐 매우 엄격하고 독실한 교육을 받았다.
형제들 가운데 살아남은 큰 형이던 루이 9세는 아버지의 죽음으로 불과 12세의 나이로 왕위를 계승하였다. 루이 9세는 1226년 11월 29일 랭스 대성당에서 축성받았으나, 왕대비인 어머니가 루이 8세의 유언에 따라 새 군주가 성인이 될 때까지 왕국의 섭정을 맡았다.
성인이 되자 루이 9세는 카페 왕조와 플랜태저넷 가문 사이의 대립을 끝내고, 왕국 내부의 확장을 중시하여, 노르망디, 앙주, 투렌, 멘, 푸아투에서 왕권을 강화하며 특히 보케르와 카르카손 판관령을 합병했다.
루이 9세는 기독교적 가치에 영향받아 정신적, 정치적 힘이 한 개인에게 강생될 수 있다는 이념을 세우는 데 기여한 통치를 펼쳤다. 그는 공공복지라는 개념을 위해 봉건제의 오용을 완화하였으며, 군주를 "지고의 심판자"로 보이게끔 왕도를 발전시켰다. 이 같은 방법으로 루이 9세는 프랑스를 오직 왕과 봉신 사이의 개인적인 관계에 바탕을 둔 봉건 군주국에서 국가 수반으로서의 왕과 국민의 관계에 바탕을 둔 근대 군주국으로 점진적으로 이행했다.
루이 9세는 실로 국민들이 정의로운 힘을 따르는 왕국을 후대에 물려주고자 한 개혁왕이었다. 그는 왕의 명으로 40일간 사적 전쟁을 금하는 "40일왕(quarantaine-le-roi)" 제도를 다시끔 도입하고, 무죄 추정의 원칙을 따르고, 고문을 완화하며, 신명 재판과 사적 복수를 금하고, 재판결을 위해 왕에게 호소할 수 있는 격쟁(supplicatio) 제도를 도입했다. 본인의 명성이 왕국의 국경을 넘어서까지 전해지며, 루이 9세는 유럽의 여러 왕국들 사이를 중개하기도 했다. 루이 9세는 또한 왕국에 단일 통화를 도입하였으며, 훗날 의회와 감사원이 될 기관들의 창립을 추진하였다. 매우 독실했던 루이 9세는 여러 교회, 수도원, 병원을 건립하고 빈자들을 도우며, 몽골 군주들의 개종을 도모하기도 했고, 소르본 대학교 개교를 지원했으며, 수난 성유물들을 얻어 이를 보관하고자 1242년 생트샤펠을 건설했다.
루이 9세는 1297년 8월 11일 생 루이 드 프랑스(saint Louis de France)라는 이름으로 손자 필리프 4세 미남왕의 추진을 받아 보니파시오 8세에 의해 시성되었다. 루이 9세의 전례 축일은 그의 사망일을 기념하여 8월 25일로 정해졌다. 오늘날에는 프랑스 경제, 지식, 예술 재부흥을 일으킨 군주로 평가받는 루이 9세는 할아버지 필리프 2세 오귀스트, 손자 필리프 4세 미남왕과 함께 세 명의 위대한 카페 직계 군주 중 한 명으로도 평가받는다.

## 어린 시절과 교육
할아버지 필리프 오귀스트의 치세인 1214년 4월 25일 푸아시 성에서 태어난 훗날의 루이 9세는 이후 왕위에 오르게 될 루이 8세 "사자왕"과 블랑슈 드 카스티유의 다섯번째 자식이자 차남이었다. 루이 9세는 네 살 물벼 형이 요절하자 실질적으로 계승권을 얻게 되었다. 태어나자마자 노트르담 드 푸아시 사목구 성당에서 세례를 받았다. 세례야말로 진정한 탄생으로 여겼던지라, 이후에도 그곳은 루이 9세가 애착을 갖는 장소로 남아, 편지에 "루이 드 푸아시", 또는 "푸아시 영주 루이"라고 서명할 정도로 사랑했다.
루이 9세의 부모, 특히 블랑슈 드 카스티유 공주가 매우 철저하게 아이를 교육시킨지라, 루이 9세는 종교적, 도덕적으로 왕위에 걸맞는 역할을 다하며 교회 보호에도 준비된 이로 성장하게 된다. 어린 왕자는 또한 늙어가는 할아버지, 국왕 필리프 오귀스트 곁에서 자랐는데, 이로 인해 할아버지로부터 큰 영향을 받게 된다. 필리프는 손자를 보게 된 첫 프랑스 국왕으로, 이는 가문에서 아이의 힘을 키웠다.

루이의 가족사
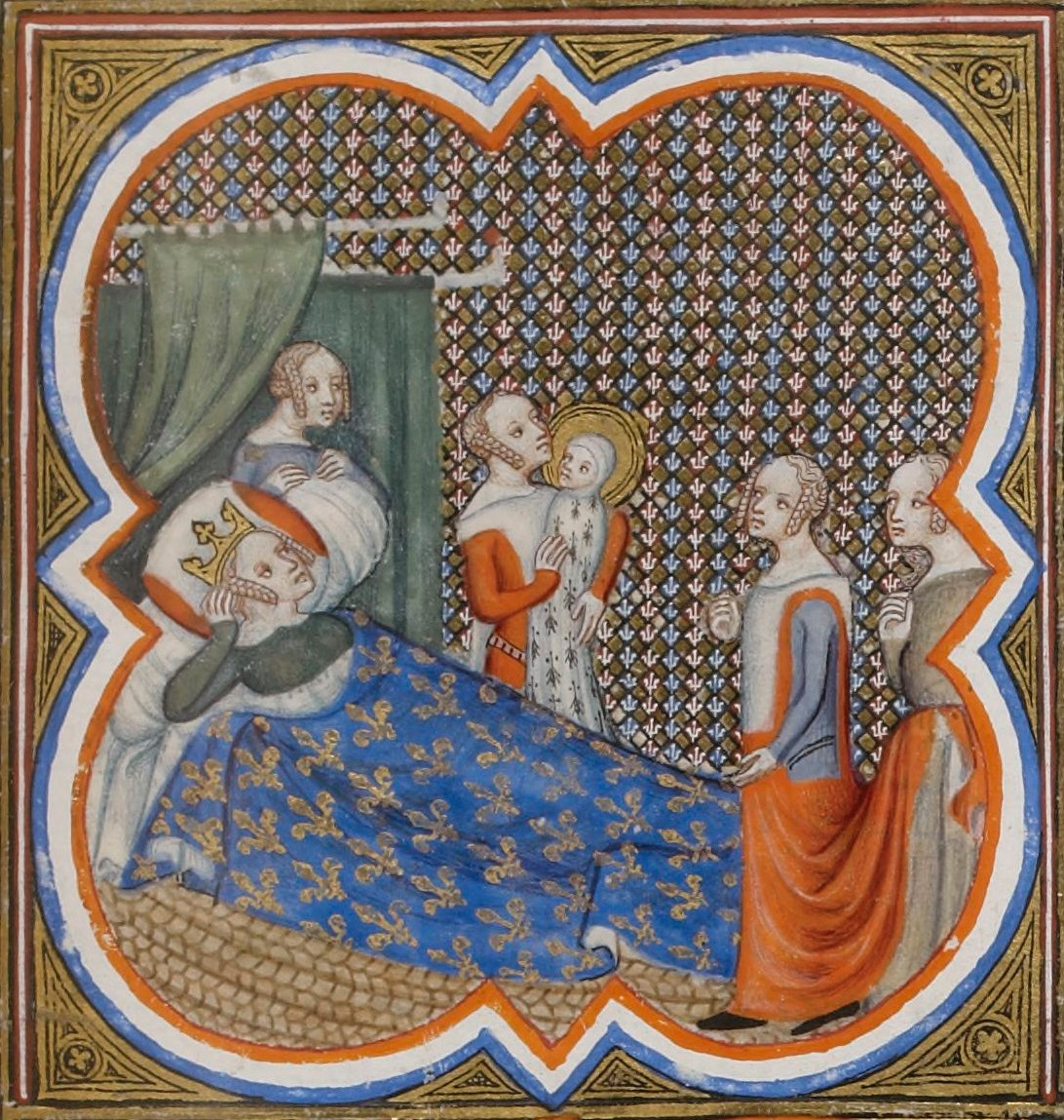
루이 9세의 탄생, 샤를 5세의 프랑스 대연대기, 14세기.
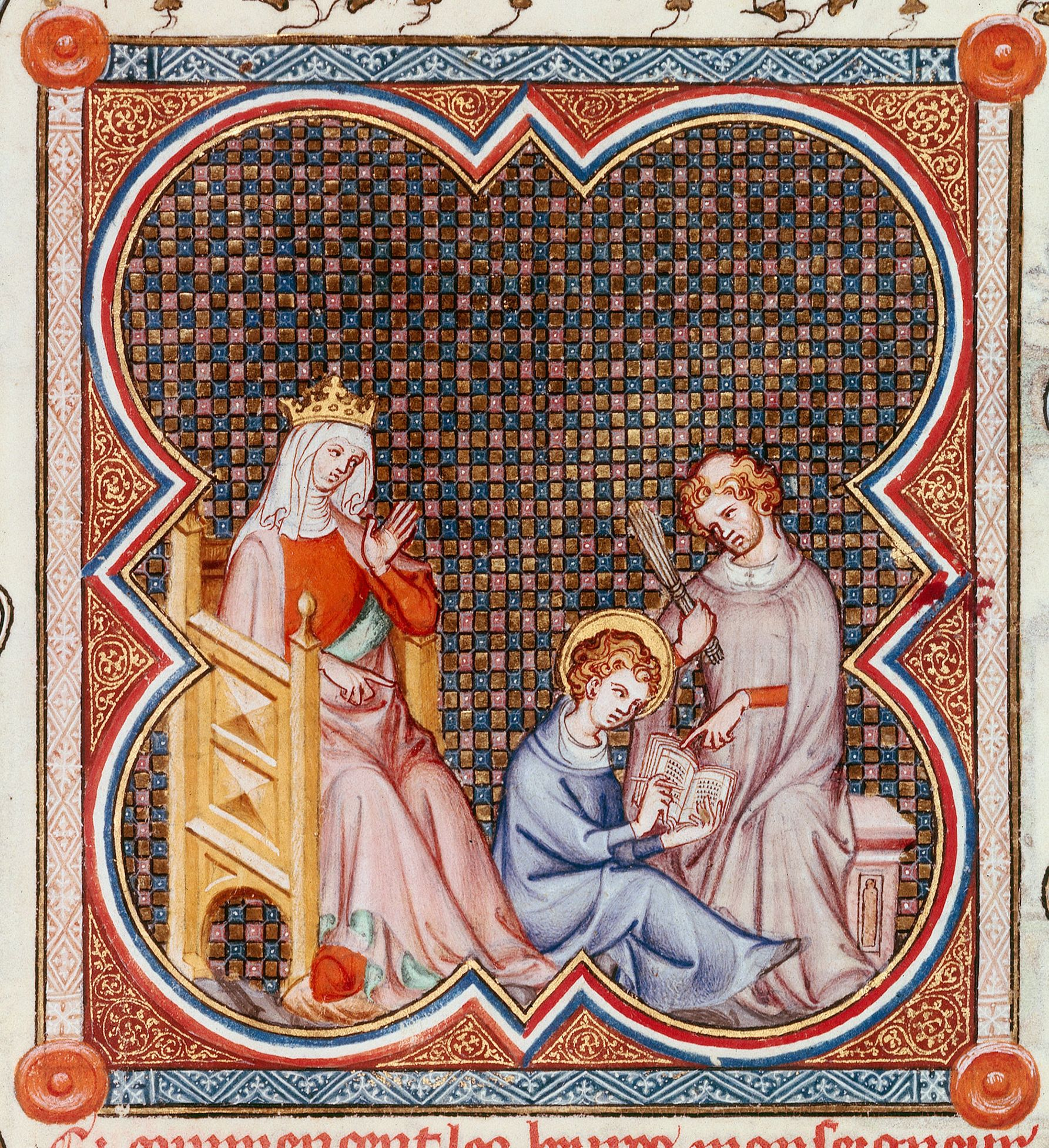
생 루이의 수업, 샤를 5세의 프랑스 대연대기, 14세기.
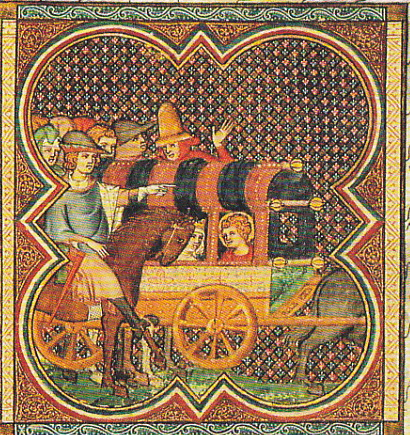
랭스로 가는 루이와 어머니, 이와 상동. 14세기.
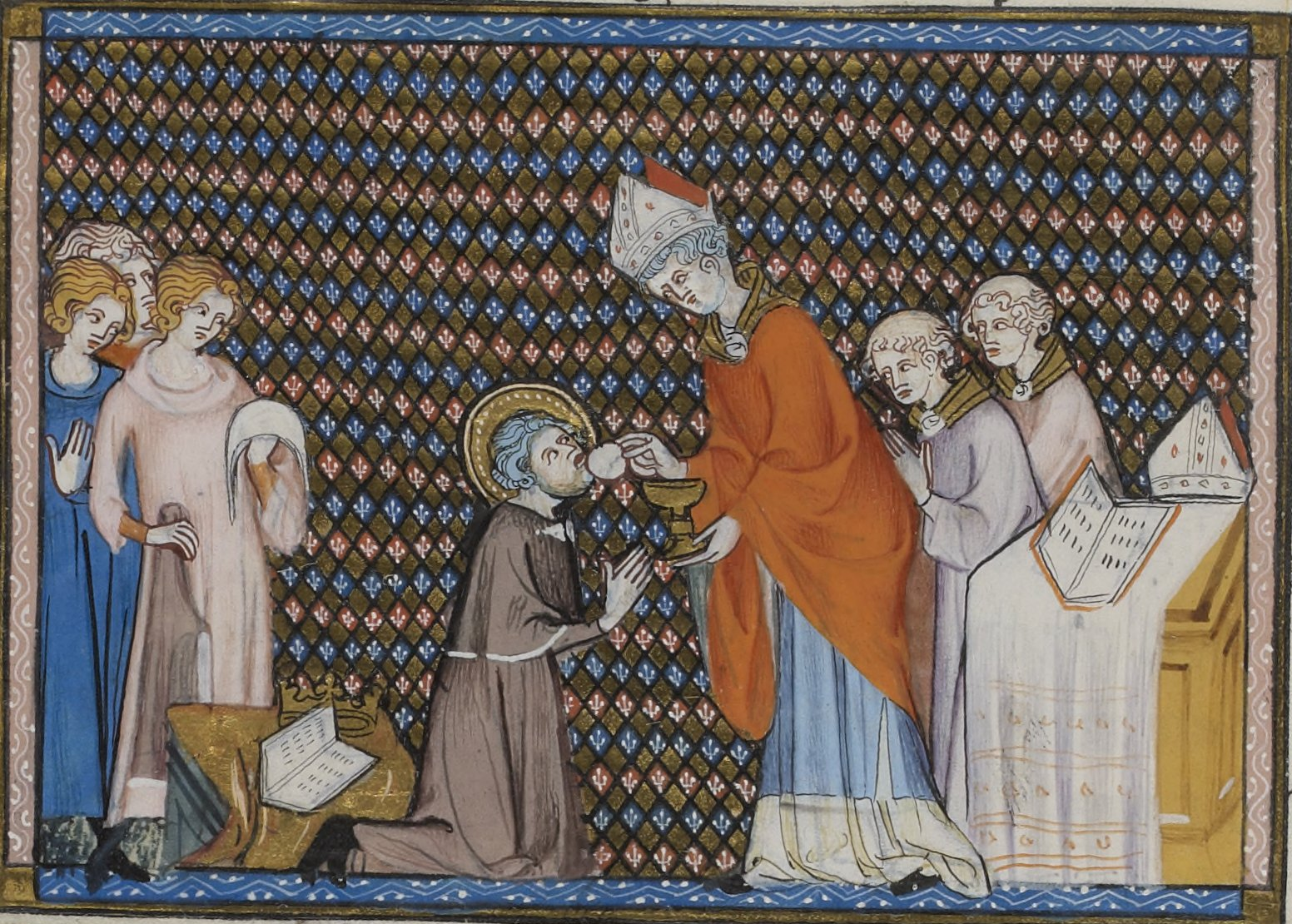
루이 9세의 성찬식, 생 루이의 삶과 기적, 기욤 드 생파튀스, 14세기.

## 가계

### 자손

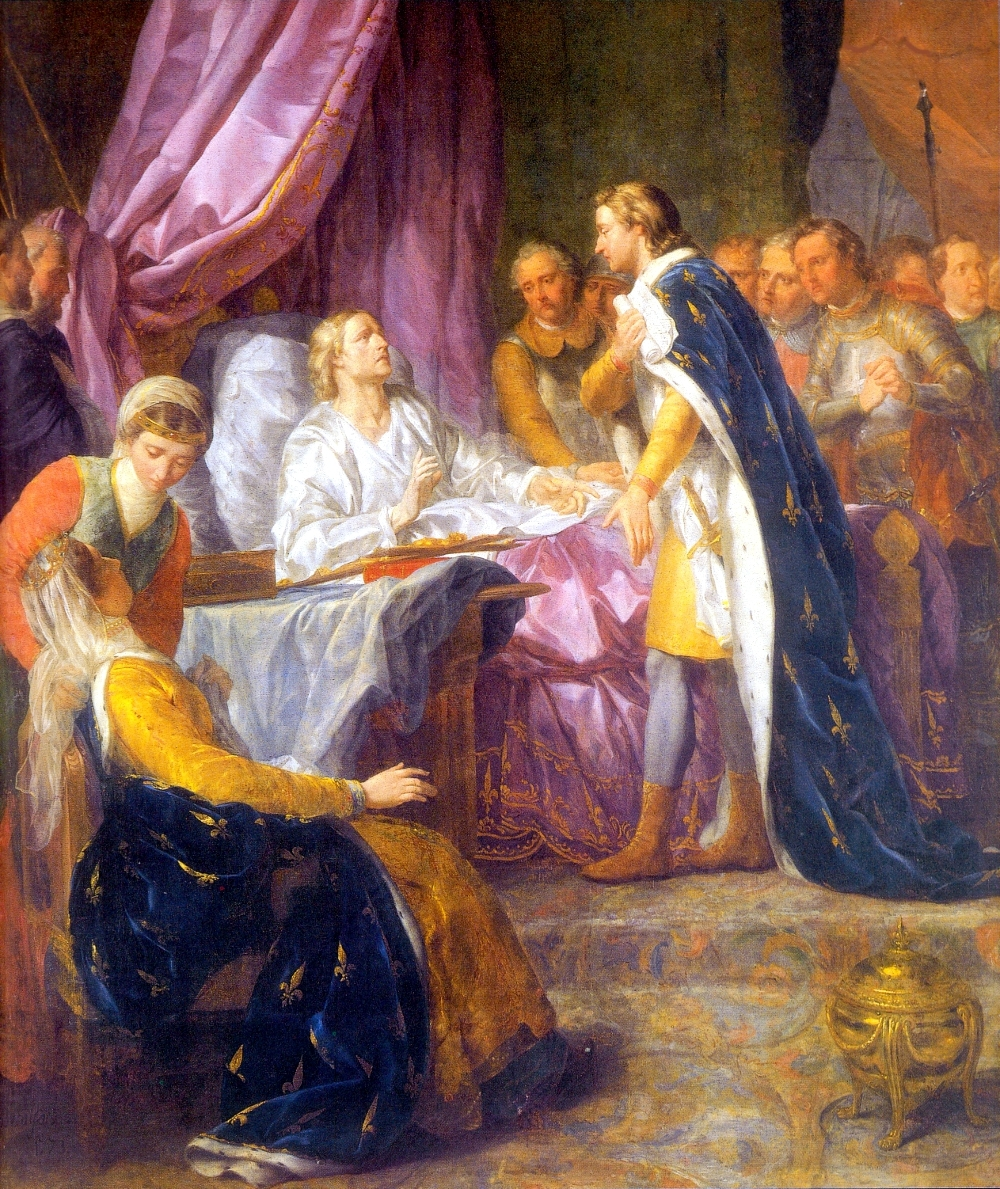
임종하며 아들에게 유언을 남기는 루이 9세, 자크장투안 보포르 작. 군사학교 생루이 예배당 소장. 파리.

1234년 5월 27일, 프랑스 국왕 루이 9세는 상스 대성당에서 프로방스 백작 레몽베랑제 4세와 베아트리스 드 사부아의 딸, 마르그리트 드 프로방스(1221-1295)와 결혼했다. 둘은 총 11명의 자식을 가졌다.
- 블랑슈, 루이 9세의 맏이로 1240년 7월 11일에 태어났으나, 루이 9세가 결혼하고 6년이 지난 1243년, 3살 때 요절했다.
- 이자벨, 1242년 3월 18일 출생. 1258년 무렵 티보 2세와 결혼하여 나바르 왕비가 되었다. 남편은 제8차 십자군으로 인해 사망하고 둘 사이 자식은 없었다.
- 루이, 1244년 2월 25일 출생. 왕위를 계승할 세자로서 코르베유 조약에 따라 1258년 이자벨 데 아라곤과 약혼했다. 허나 16살 때 맹장염으로 추정되는 사인으로 요절했다.
- 필리프 3세, 1245년 5월 1일 출생. 맏형 루이의 사망으로 1260년 왕위 계승자가 되었고 형 대신 이자벨 데 아라곤과 약혼하여 1262년 오순절이 되어서야 클레르몽탕노베르뉴에서 결혼하게 된다. 1270년 8월 25일, 아버지 루이 9세가 사망하자 필리프 3세 "용맹왕(le Hardi)"이라는 이름으로 프랑스 국왕이 되었다. 아내의 사망 이후 마리 드 브라방과 재혼했다. 후계 있음.
- 장, 1248년 태어나 같은 해 요절했다.
- 장 트리스탕, 아버지가 무슬림에게 포로로 잡힌 1250년 4월 출생. 트리스탕이라는 중간 이름은 이러한 상황 때문에 주어졌다. 장 트리스탕은 1266년 무렵 욜랑드 드 부르고뉴와 결혼하여 외드 드 부르고뉴가 죽자 느베르 백작이 되었다. 8차 십자군으로 인해 1270년 8월 3일 후손 없이 사망했다.
- 피에르, 1251년 부모가 순례를 갔을 때 거룩한 땅에서 출생. 1263년부터 잔 드 샤티용과 약혼하여, 1271년 또는 1273년 잔 드 샤티용과 결혼했다. 부부는 두 아들, 루이와 필리프를 가졌으나 요절했다.
- 블랑슈, 1253년 오빠 피에르처럼 거룩한 땅에서 출생. 아버지 루이 9세는 딸이 모뷔송 수도원의 수녀가 되기를 원했으나 이를 거부했으며, 심지어 교황 우르바노 4세에게 만약 자신이 아버지의 명에 따라 서약한다면 이를 풀어줄 것을 탄원했다. 그녀는 1268년경, 카스티야 인판타 페르난도 데 라 세르다와 결혼했다. 후계 있음.
- 마르그리트, 1254년 출생. 1271년 2월 계약으로 브라방 공작 장 1세 "승리왕(le Victorieux)"과 결혼했다. 1272년, 출산 중에 사망하며 유일한 자식을 낳았으나 아이 역시 요절했다.
- 로베르, 1257년 출생. 1272년 부르봉 부인 베아트리스 드 부르고뉴와 결혼했다. 부르봉계 카페 가문의 창립자이자, 훗날의 프랑스 국왕 앙리 4세의 남성 직계 선조이기도 하다.
- 아녜스, 1260년 출생. 1273년 계약으로 부르고뉴 공작 및 테살로니카 왕위 주장자이던 로베르 2세 드 부르고뉴와 결혼했다. 후계 있음.

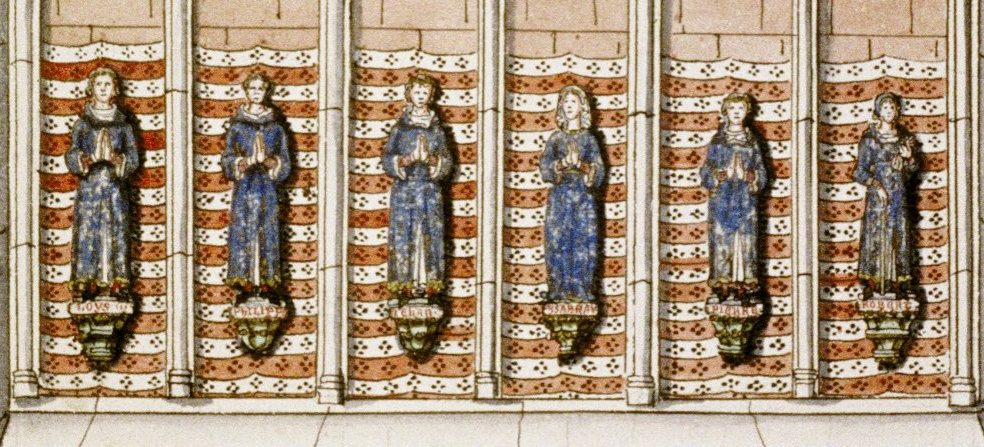
루이. 필리프. 장. 이자벨. 피에르. 로베르. 루이 9세의 자식, 프랑수아 로제 드 게니에르 소장품, 18세기

## 참고

### 헌신적인 저작
- 자크 르 고프 (1996). 《생 루이Saint Louis》. 역사 총서Bibliothèque des histoires (프랑스어). 파리: 갈리마르 출판사. 976쪽. Le Goff.

### 1차 사료

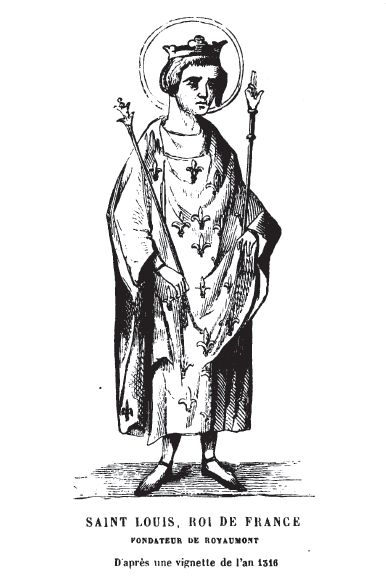
생 루이, 1316년의 장식에서. H. 뒤클로 조판, 로요몽 수도원, 1867년.

- Philippe Mouskes (1836). 《Chronique rimée de Philippe Mouskès》. Bruxelles: Reiffenber.
- Matthieu Paris (1872). 《Chronica majora》. Londres: Henry Luard.
- Salimbene de Adam (1966). 《Cronica》. Bari: Scalia.
- 《Les grandes chroniques de France》. Paris: J. Viard. 1920.
- Guillaume de Nangis (1843). 《Chronicon》. Paris: Géraud.
- 《Récit d'un ménestrel de Reims au XIII siècle》. Natalis de Wally. 1876.
- Enseignements de saint Louis :
  - Henri François Delaborde (1912). 《Le texte primitif des enseignements de Saint Louis à son fils》.
  - David O'Connell (1974). 《Les Propos de Saint Louis》. Paris: Gallimard-Julliard.
- Gloria laus, bulle pontificale de canonisation de saint Louis.
- Jean de Joinville :
  - Natalis de Wailly, Histoire de Saint Louis, suivie du Credo et de la lettre à Louis X, Paris, Éditions Mme veuve de Jules Renouard, 1868, XLIV-411 p.
  - Jacques Monfrin (éd.), Vie de Saint Louis, Paris, Le Livre de poche, coll. « Lettres gothiques », 2002, 639 p. Édition bilingue ancien français-français contemporain.
- Jules Viard (1932). 《Les Grandes Chroniques de France》. Paris: Librairie ancienne Honoré Champion. .
- Jacques Le Goff, Éric Palazzo, Jean-Claude Bonne, Marie-Noël Colette, Le Sacre royal à l'époque de saint Louis d'après le manuscrit latin 1246 de la BnF (avec la collaboration de Monique Goullet), Paris, Gallimard, coll. « Le temps des images », 2001, 338 p.

### 참고 문헌

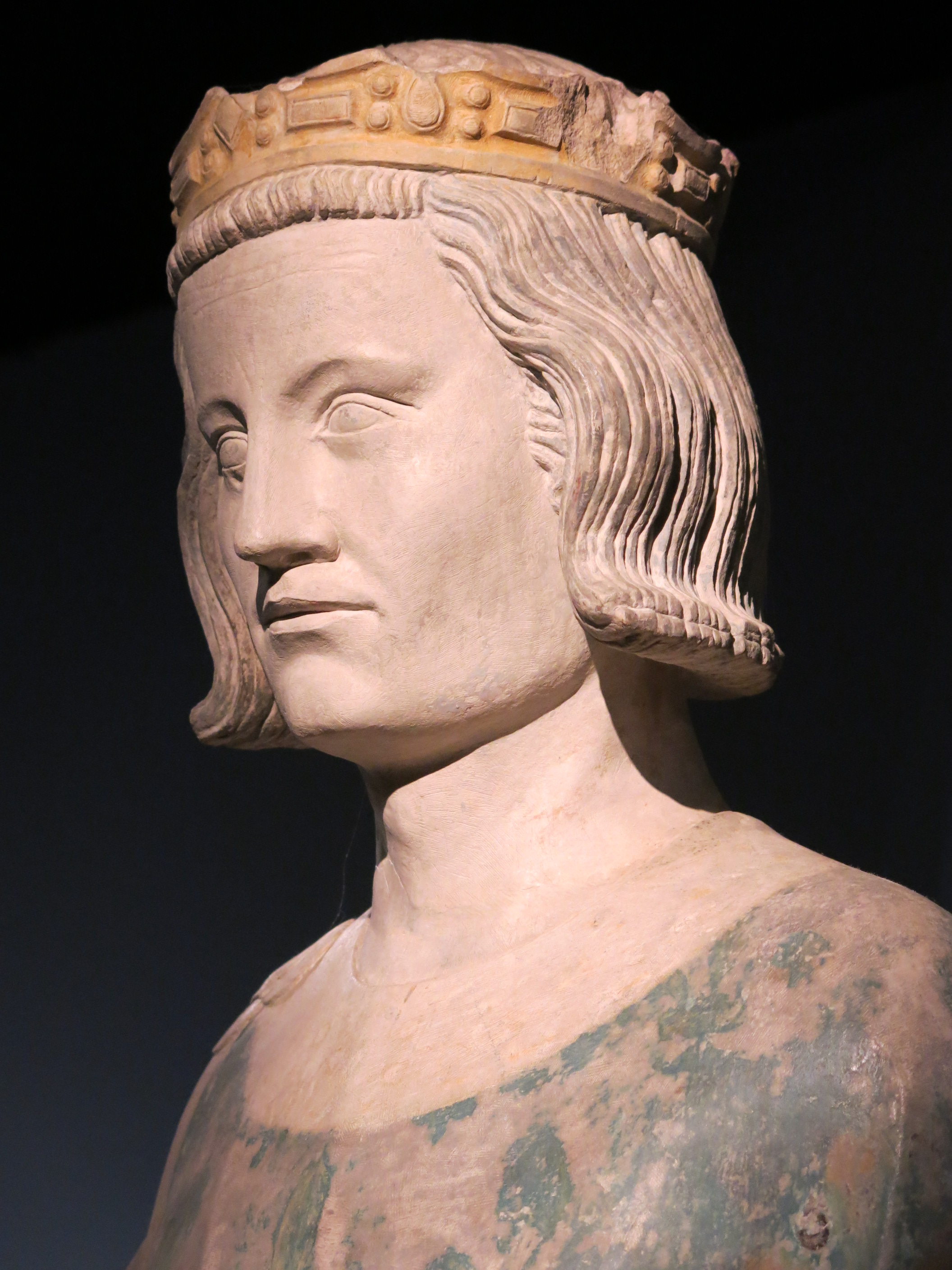
생 루이, 다색 초상화, 14세기 초반.

#### 전기

##### 중세
- Guillaume de Nangis (2010). 《Chronique du règne de Saint Louis, 1226-1270》. Paleo éd. ISBN 978-2849095720.
- Guillaume de Saint-Pathus (2009). 《Vie et vertus de Saint-Louis》. Paraclet. ISBN 9782357360136.

##### 17세기
- Louis-Sébastien Le Nain de Tillemont, Vie de Saint Louis roi de France, Julien de Gaulle (éd.), Paris, Jules Renouard et Cie, 1847-1851, vol.1, vol.2, vol.3, vol.4, vol.5, vol.6.

##### 19세기부터 현재
- Louis-François de Villeneuve-Bargemont (1839). 《Histoire de Saint-Louis, roi de France》 3. Villeneuve.
- Charles Victor Langlois (1978). 《Histoire de la France au Moyen Âge : III siècle-1492》. Paris: Jules Tallandier.  Réimpression de la 2e partie du tome III de L'Histoire de France depuis les origines jusqu'à la Révolution, Ernest Lavisse (dir.), Paris, Hachette, 1901.
- Jean Richard (1983). 《Saint Louis : roi d’une France féodale, soutien de la Terre sainte》. Fayard. ISBN 9782213648040.
- 자크 르 고프 (1999). 《생 루이Saint Louis》. 폴리오 역사Folio Histoire. 폴리오. 1280쪽. ISBN 978-2070418305.
- Gérard Sivéry (2002). 《Louis IX, le roi saint》. Tallandier Historia. ISBN 2-235-02317-7. 
  - 《Saint-Louis : Le roi Louis IX》. Tallandier. 2007. ISBN 978-2847343861.
- Dom Prosper Guéranger (2008). 《Saint Louis et la papauté》. Association Saint-Jérôme. ISBN 978-2951784543.
- Joël Blanchard (2017). 《Saint Louis》. Presses de la Renaissance. ISBN 978-2750913076.

### 같이 보기
- Bible de Maciejowski, Bible de saint Louis, Psautier de saint Louis ;
- 보나파시오 8세, 루이 9세를 시성한 교황
- Cahiers de Saint Louis, descendance sur 5 générations ;
- Établissements de Saint Louis ;
- 이자벨 드 프랑스, 루이 9세의 누이로 시복되었음
- 장 드 주앵빌
- 루이 당주, 루이 9세의 종손으로 그 역시 시성되었음
- 루이 드 부르봉, 루이 9세의 적통 후손
- 로요몽 수도원